# Березень (картина Левітана)
«Березень» (рос. «Март») — пейзаж російського художника Ісаака Левітана. Картина експонується в Державній Третьяковській галереї (інв. 1489). Розмір — 60 × 75 см.
Картина була написана Левітаном у березні 1895 року, коли він жив у садибі Гірка в Тверській губернії. Вона експонувалася на виставках 1896 року, і в тому ж році була куплена Павлом Третьяковим. Картина «Березень» вважається одним з найбільш відомих і яскравих зразків пейзажної спадщини Левітана. Вона також є прикладом впливу імпресіонізму на творчість художника.
Цей життєстверджуючий пейзаж, що поєднує в собі живописне зображення снігу, весняного неба й дерев, вважається «відкриттям в російському живописі». Згодом цей мотив став популярною темою у багатьох російських пейзажистів XX століття — Ігоря Грабаря, Костянтина Юона та інших.

## Історія
У 1894—1895 роках Левітан прожив кілька місяців у садибі Гірка, розташованої в півтора кілометрах від села Островно в Тверській губернії. Садиба належала таємному раднику Івану Миколайовичу Турчанинову, і там часто проводила час його дружина Анна Миколаївна з дочками Варварою, Софією та Ганною. Головною будівлею садиби був двоповерховий будинок з мезоніном, пофарбований у жовтий колір. Левітан познайомився з Анною Миколаївною Турчаниновою влітку 1894 року в Островно, де він гостював у маєтку Ушакових разом зі своєю супутницею — художницею Соф'єю Кувшинниковою. Між Левітаном і Турчаниновою зав'язався роман, який привів до сварки й розриву відносин з Кувшинниковою. Після цього Левітан переїхав в садибу Гірка й жив там у серпні і вересні 1894 року, а потім повернувся туди ранньою весною наступного року. Спеціально для нього на території маєтку був побудований двоповерховий будинок-майстерня, розташований на березі озера. Саме тоді, в березні 1895 року, й була створена картина «Березень». Вона була написана повністю з натури, без попередніх етюдів, за кілька сеансів. Свідком роботи Левітана над картиною була молодша дочка Турчанинова Аня (в родині її називали Люля), яка допомагала художнику носити ящик з фарбами, слухала його розповіді про красу природи й милувалася тим, як створювався майбутній шедевр.
У той же період Левітаном була написана ще одна картина — «Весна. Останній сніг», яка згодом знаходилася в зібранні московського мецената Володимира Шмаровіна. На цей час її місцезнаходження невідоме, але зберігся однойменний етюд (25,5 × 33,3 см; полотно, олія; Державний Російський музей, інв. Ж-4261). Картина «Березень» експонувалася на 24-й виставці Товариства пересувних художніх виставок («передвижників»), що проходила в 1896—1897 роках в Санкт-Петербурзі й Москві, а також на Всеросійській промисловій і художній виставці 1896 року в Нижньому Новгороді. У 1896 році картина була придбана в автора Павлом Третьяковим.
Садиба Гірка не пережила революційних потрясінь початку XX століття. У 1904 році згорів будинок-майстерня, в якому в середині 1890-х років працював Левітан. У 1914 році маєток Гірка було продано купцеві другої гільдії Огія Огійовичу Маркову. Через кілька років після Жовтневого перевороту, в червні 1923 року, будівля садиби була знищена пожежею (мабуть, в результаті підпалу).

## Сюжет і опис
Левітан писав картину на задвірках садиби Гірка, стіну головного будинку якої можна побачити на правій частині полотна. Сонячний березневий день, сніг, який вже почав танути, дерева і путівець, що підходить до ґанку, біля якого, гріючись на сонечку, стоїть кінь. Діанка — так звали конячку з садиби Гірка — стоїть у центрі пейзажу й становить його невід'ємну частину.
Життєстверджуючий мотив картини показує боротьбу зими і наступаючої весни, сонячного світла й холодного снігу. Це підкреслюється колірним контрастом між темними соснами на задньому плані й світлими, освітленими сонячним світлом стовбурами осик перед ними, які своїми гілками нібито тягнуться до весняного сонця.
Відтінки снігу, сині тіні дерев і блакитне небо створюють дуже мальовничу картину — сюжет, який потім не раз повторювався в пейзажах інших російських художників.
Будучи близькою за сюжетом до відомої картини Олексія Саврасова «Граки прилетіли» (1871, Третьяковська галерея), «Березень» значно відрізняється від неї по живопису. Картина «Березень» є яскравим зразком так званого «левітанівского пейзажу», в якому, навіть у зображенні «радісного стану природи», художнику вдалося зберегти в картині ліричний відтінок переживання й смутку.
Вважається, що написані в 1895 році картини «Березень» та «Золота осінь» найбільш яскраво демонструють вплив імпресіонізму на творчість художника. В картині «Березень» є притаманна імпресіонізму «нервовість і пастозність мазка», але в той же час відсутня «імпресіоністична випадковість». Товщина шару фарби нерівномірна: для зображення снігу використовуються рельєфні мазки, небо написано більш рівномірним шаром, а в багатьох інших місцях проступає фактура полотна.
Іноді в якості передвісника картини «Березень» згадують пейзаж російського художника-імпресіоніста Костянтина Коровіна «Взимку» (1894; Третьяковська галерея), де також зображена конячка з саньми, що стоїть біля сільського будинку. Правда, на відміну від сонячно-весняного полотна Левітана, на картині Коровіна зображений похмурий зимовий день.

## Відгуки
Мистецтвознавець Олексій Федоров-Давидов у своїй статті про творчість Ісаака Левітана відзначав, що художник «рідко писав зиму і взагалі сніг, частіше зображуючи його залишки в весняних пейзажах», але в 1895 році він взявся за такий сюжет. «Левітан створив пейзаж, — продовжує Федоров-Давидов, — що став відкриттям у російському пейзажному живописі. Так кольорово й живописно, з блакитними тінями, ніхто до нього не писав сніг, освітлений сонцем; ніхто так не зображував весняне небо й дерева».
Художник Борис Іогансон писав, що кожного разу, коли бачить картину «Березень», він «мов зачарований» стоїть перед цим дивом, і коли йому "випадає нагода в березні бути на природі або ж сидіти в місті на бульварі в сонячний березневий ранок, то в думках миготить жартівливий парадокс: «Як дивно природа наслідує „Березень“ Левітана».
У своїх спогадах художник Василь Бакшеєв писав, що Левітан залишився в його пам'яті «як художник, нерозривно пов'язаний з російською національною школою пейзажу». Оцінюючи картину «Березень», він писав: «Я вважаю його твір „Березень“ одним з кращих творів нашої школи. Це така ж перлина, як „Відлига“ Васильєва, як „Граки прилетіли“ Саврасова. У цьому пейзажі так багато весняного тепла, так багато світла та сонця, що зігріває. Це одна з кращих робіт Левітана».